# Persons Unknown
Persons Unknown – amerykański serial telewizyjny, którego fabuła rozgrywa się wokół grupy obcych sobie osób uwięzionych w opuszczonym mieście. Premiera serialu miała miejsce 7 czerwca 2010 roku na kanale NBC.

## Obsada

### Uprowadzeni
- Joe Tucker (Jason Wiles) – lider grupy, bezpośredni, posiada silny charakter. Zna wojskowe sygnały ręczne. Pomimo tego, że woli zachować detale ze swojego prywatnego życia dla siebie i nigdy nie mówi o tym, czym się zajmował lub dlaczego mógł zostać porwany, przyznaje, że w momencie uprowadzenia przebywał w Nowym Jorku. Jest uczulony na ukąszenia pszczół.
- Janet Cooper (Daisy Betts) – jest opiekunką do dzieci z San Francisco i matką samotnie wychowującą sześcioletnią córkę, Megan. Była mężatką. Zatrudniła prywatnego detektywa, by odnalazł jej męża. W dzieciństwie doświadczała przemocy ze strony matki.
- Sierżant Graham McNair (Chadwick Boseman) – zrównoważony żołnierz Korpusu Piechoty Morskiej Stanów Zjednoczonych. Jest muzułmaninem. Twierdzi, że przeszedł na islam, gdy zobaczył, jak traktowani są więźniowie w placówkach rządowych przetrzymujących domniemanych terrorystów. Pracował również jako najemnik.
- Moira Doherty (Tina Holmes) – doradca kryzysowy związku nauczycieli. Pacjentka szpitala psychiatrycznego. Jest najbardziej spokojna ze wszystkich uprowadzonych, jednakże zasugerowano, że może być mitomanką.
- Tori Fairchild (Kate Lang Johnson) – córka amerykańskiego ambasadora we Włoszech i byłego szefa CIA. Jako jedyna nie wiedziała, gdzie była w momencie uprowadzenia twierdząc, że za dużo imprezowała.
- Erika Taylor (Kandyse McClure) – ma silny i trudny charakter, pozostałych uprowadzonych postrzega jako wrogów. Ma jedenastoletniego synka, Antona. Zanim znalazła się w miasteczku, przebywała w celi śmierci. W odcinku „Identity” ujawniono, że naprawdę nazywa się Teresa Randolph, a imię Erika Taylor należało w rzeczywistości do jej współwięźniarki i przyjaciółki.
- Bill Blackham (Sean O’Bryan) – zręczny oportunista, dla którego nie liczy się nikt poza nim samym. Twierdzi, że jest sprzedawcą samochodów używanych i że tuż przed uprowadzeniem został zatrzymany przez patrol policji. W stosunku do pozostałych zachowuje rezerwę i brak zaufania.
- Charlie Morse (Alan Ruck) – dyrektor generalny dobrze prosperującej firmy inwestycyjnej. Jest żonaty. Twierdzi, że jego żona jest niestabilna psychicznie i całkowicie zależna od niego.

### Role drugoplanowe
- Mark Renbe (Gerald Kyd) – jest dziennikarzem brukowca w San Francisco. Wbrew zaleceniom swojej szefowej, prowadzi śledztwo w sprawie zaginięcia Janet Cooper.
- Kat Damatto (Lola Glaudini) – redaktor naczelna brukowca, w którym pracuje Renbe, jego szefowa i kochanka jednocześnie. Mówi płynnie po hiszpańsku i włosku.
- Szef nocnej zmiany (Andy Greenfield) – jest jedynym pracownikiem hotelu, w którym budzą się uprowadzeni. Sam o sobie mówi, że jest jedynie kolejnym pionkiem w tej grze.
- Sam Edick (Michael Harney) – prywatny detektyw zatrudniony przez Janet Cooper w celu odnalezienia jej męża.
- Tom X (Reggie Lee) – szef personelu w chińskiej restauracji.
- Franlklin Fairchild (James Read) – amerykański ambasador we Włoszech. Ojciec Tori. Oskarża go ona o śmierć matki (choć według niego, była ona nieszczęśliwym wypadkiem).

## Produkcja
Persons Unknown zostało wyprodukowane w modelu międzynarodowym przez Fox Television Studios, co oznacza, że serial był zrealizowany na potrzeby rynku amerykańskiego przy międzynarodowym wsparciu finansowym i możliwością przedsprzedaży do innych krajów.
Persons Unknown zostało stworzone przez Christophera McQuarrie. We wrześniu 2008 Fox ogłosiło, że rozpoczęło produkcję serii współfinansowaną przez Televisa z Meksyku i RAI z Włoch.
Zdjęcia rozpoczęły się pod koniec października 2008 w Meksyku, wkrótce po tym ogłoszono, że Michael Rymer został zatrudniony jako reżyser odcinka pilotowego. Wyprodukowano 13 odcinków.
W marcu 2009 Variety podało, że Fox poszukuje stacji, która kupiłaby serię. NBC ogłosiło, że nabyło prawa do serii w lipcu 2009.

## DVD
Sezon 1 został wydany na DVD 7 września 2010 roku.